# Anopheles concolor
Anopheles concolor är en tvåvingeart som beskrevs av Edwards 1938. Anopheles concolor ingår i släktet Anopheles och familjen stickmyggor.
Artens utbredningsområde är Kongo-Kinshasa. Inga underarter finns listade i Catalogue of Life.